# Herb powiatu międzychodzkiego

Projekt herbu powiatu międzychodzkiego z 2007 r.

Herb powiatu międzychodzkiego – jeden z symboli powiatu międzychodzkiego, autorstwa Zbigniewa Jakubowskiego, Artura Paczesnego i Roberta Jędrzejczaka, ustanowiony 29 sierpnia 2013.

## Wygląd i symbolika
Herb przedstawia na tarczy na tarczy dzielonej w pas w polu górnym, czerwonym, pół orła srebrnego z przepaską zakończoną koniczynkami i dziobem złotymi; w polu dolnym, srebrnym, mur obronny czerwony z trzema wieżami pomiędzy czterema gwiazdami złotymi. Pół orła nawiązuje do herbu województwa. Orzeł stylizowany jest na wizerunek z pieczęci Jadwigi Andegaweńskiej, która przyczyniła się do rozwoju najstarszych miast powiatu, Międzychodu i Sierakowa. Fragment muru obronnego to element herbu stolicy powiatu. Cztery gwiazdy oznaczają cztery gminy powiatu.